# Saint Tammany Parish
Saint Tammany Parish (franska: Paroisse de Saint-Tammany) är ett administrativt område, parish, i delstaten Louisiana, USA. År 2010 hade området 233 740 invånare. Den administrativa huvudorten är Covington.

## Geografi
Enligt United States Census Bureau har countyt en total area på 2 212 km². 1 857 av den arean är land och 699 km² är vatten.

### Angränsande områden
- Washington Parish - norr
- Pearl River County, Mississippi - nordost
- Hancock County, Mississippi - öster
- Jefferson Parish - sydväst
- Tangipahoa Parish - väster

### Städer och samhällen
- Abita Springs
- Covington (huvudort)
- Eden Isle
- Folsom
- Lacombe
- Madisonville
- Mandeville
- Pearl River
- Slidell
- Sun